# Biuro Projektów Budownictwa Komunalnego w Łodzi
Biuro Projektów Budownictwa Komunalnego w Łodzi – założone w 1951 roku łódzkie przedsiębiorstwo komunalne (obecnie Sp. z o.o.) specjalizuje się w inżynieria wodno-kanalizacyjna, inżynieria komunikacyjna oraz inżynierii energetycznych niskiego i średniego napięcia na terenie metropolii łódzkiej.

## Historia
Na podstawie projektów opracowanych w BPBK w Łodzi wybudowano, rozbudowano i zmodernizowano m.in. wodociągi przesyłowe z rzeki Pilicy do Łodzi, wodociąg Pomorzany-Szczecin miejską sieć wodociągową, kanalizację w Łodzi (oraz innych miastach województwa), Grupową Oczyszczalnię Ścieków łódzkiej aglomeracji miejskiej GOŚ-ŁAM.
Dzięki projektom z zakresu inżynierii drogowej, takim jak trasy komunikacyjne (ulice, tory tramwajowe, wiadukty, przejścia podziemne) wraz z oświetleniem i sygnalizacją, oddano do użytku takie obiekty jak przejścia podziemne pod Aleją Piłsudskiego – przy D.H. Central, przy Galerii Łódzkiej, przy Parku Źródliska, a także przy Dworcu Łódź-Fabryczna – oraz wiadukty drogowe m.in. na skrzyżowaniach ulic Żeromskiego-Mickiewicza, Tuwima-Kopcińskiego, Dąbrowskiego, przy Dworcu Łódź-Kaliska.
Od listopada 2010 BPBK w Łodzi zmienia zakres działalności i nazwę na GreyRock Sp.z o.o.
Projektowanie zostaje wyodrębnione w spółkę BPBK-Projekty Sp.z o.o.
Prezesem i głównym akcjonariuszem obydwu spółek jest Marcin Klimaszewski, właściciel firmy PROMETEON z Aleksandrowa Łódzkiego.

## Prywatyzacja
Przedsiębiorstwo do 2009 roku pozostawało całkowicie w rękach państwowych jako Spółka Skarbu Państwa. Pod koniec listopada 2009 roku, Ministerstwo Skarbu sprzedało 19 550 udziałów (85% kapitału zakładowego) spółki „Biuro Projektów Budownictwa Komunalnego Sp. z o.o. w Łodzi”, firmie PROMETEON z siedzibą w podłódzkim Aleksandrowie Łódzkim za 7 976 400,00 zł (za cały pakiet).

## Budynek
Siedziba Biura znajduje się w Łodzi, przy ul. Tuwima 22/26. 48-metrowy, trzynastokondygnacyjny budynek powstał w 1966 roku na podstawie projektu własnego Biura Projektów Budownictwa Komunalnego. Współcześnie wolne pomieszczenia w biurowcu wynajmowane są podmiotom zewnętrznym na zasadach komercyjnych.